# Педро Енрике
Педро Енрике Алвес Сантана (на португалски: Pedro Henrique Alves Santana), по-познат просто като Педро Енрике (на португалски: Pedro Henrique), е бразилски футболист, който играе на поста централен защитник. Състезател на Лудогорец.

## Кариера
Енрике е юноша на Интернасионал. Дебютира за първия отбор на 24 януари 2020 г., при победата с 0:1 като гост на Жувентуде.

### Лудогорец
На 5 септември 2022 г. бразилецът е обявен за ново попълнение на Лудогорец.

### Берое
На 31 януари 2023 г. Педро е изпратен под наем в старозагорския Берое. Дебютира на 12 февруари при загубата с 1:4 като домакин на ЦСКА (София).

## Национална кариера
На 12 декември 2020 г. Педро дебютира в приятелски мач за националния отбор на Бразилия до 20 г., при победата с 2:0 като домакин на националния отбор на Боливия до 20 г.